# Ernst Winder

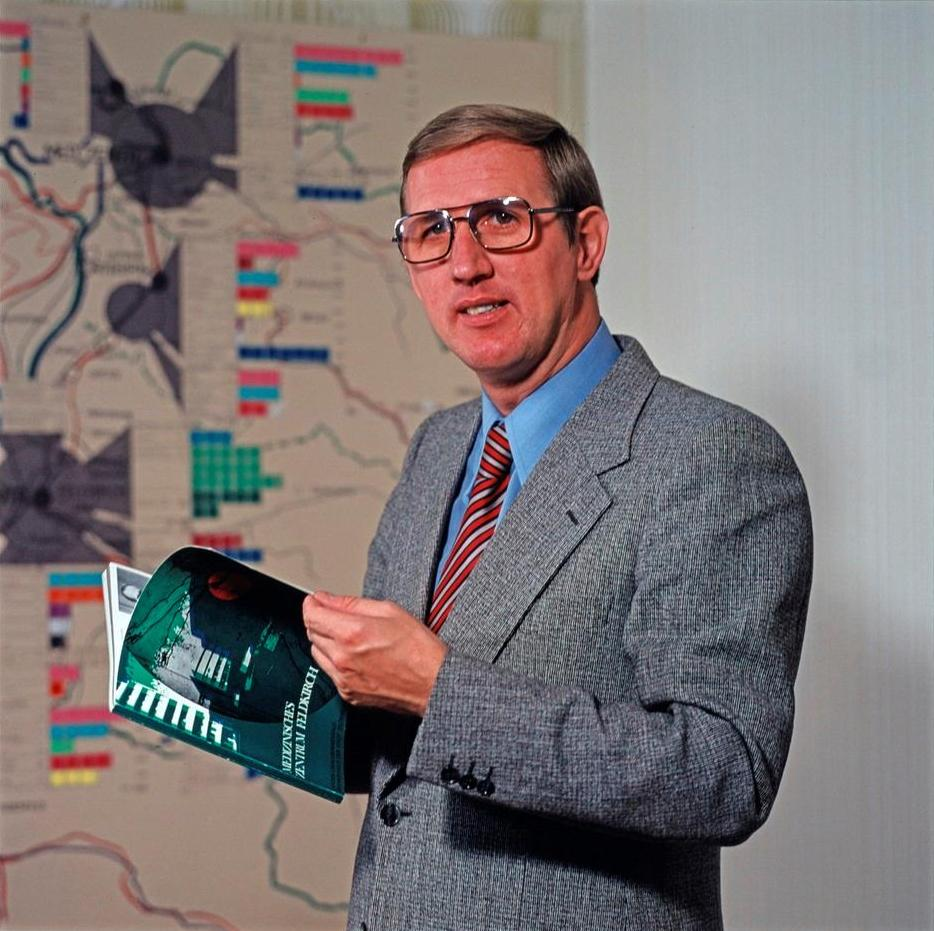
Landesrat Ernst Winder (1973)

Ernst Winder (* 2. Oktober 1936 in Bludenz) ist ein ehemaliger österreichischer Politiker (bis 1989 SPÖ, danach Fraktionslos). Winder war von 1969 bis 1991 Abgeordneter zum Vorarlberger Landtag und von 1971 bis 1974 der bis heute letzte Landesrat der SPÖ in der Vorarlberger Landesregierung.

## Leben und Wirken
Ernst Winder wurde am 2. Oktober 1936 als Sohn des Arbeiters Ernst Winder und seiner Frau Othilie in der Vorarlberger Stadt Bludenz geboren. Die Volksschule besuchte Winder in Nüziders, die Hauptschule in Bludenz und die Handelsschule schließlich von 1951 bis 1953 in Feldkirch. Anschließend an seine Schulzeit wurde er 1953 kaufmännischer Angestellter beim Schokoladenhersteller Suchard in Bludenz. 1957 wechselte er als Verkaufsleiter in einen Zeitungsgroßvertrieb, wo er wiederum bis 1961 angestellt war. Während dieser Zeit, im Jahr 1959, trat Ernst Winder der Sozialistischen Partei Österreichs bei. 1961 erfolgte wieder ein Arbeitsplatzwechsel zur Pensionsversicherungsanstalt der Arbeiter in der Vorarlberger Landeshauptstadt Bregenz. Im selben Jahr, am 19. August 1961, heiratete er Renate Angeli, mit der er in der Folge in den Jahren 1963 und 1968 zwei gemeinsame Töchter bekam.
Ab dem Jahr 1965, in dem Winder als Mitglied der Bludenzer Stadtvertretung erstmals in eine politische Funktion gewählt wurde, widmete er sich völlig der Partei. Er wurde Landesparteisekretär der SPÖ Vorarlberg. Bei der Landtagswahl 1969 wurde Winder als Bezirksparteiobmann der SPÖ im Bezirk Dornbirn erstmals in den Vorarlberger Landtag gewählt. Ab dem 15. Dezember 1971 beerbte er zudem den aus der Landesregierung ausscheidenden Landesrat Walter Peter in dessen Funktion und wurde Landesrat für Soziale Verwaltung, Fürsorge und Gesundheitswesen sowie die Landeskrankenanstalten Gaisbühel, Valduna und Feldkirch. Nachdem Winder nach der Landtagswahl 1974 aus der Landesregierung ausschied, da die SPÖ nicht mehr der Regierungskoalition angehörte, ist er bis zum heutigen Tag der letzte SPÖ-Landesrat in Vorarlberg (seitdem regierte die ÖVP in Koalition mit anderen Parteien oder alleine).
Nach dem Ausscheiden aus der Regierungsfunktion wurde Winder am 4. November 1974 im Landtag zum Clubvorsitzenden des SPÖ-Landtagsclubs gewählt. Er blieb noch vier weitere Funktionsperioden lang Abgeordneter zum Vorarlberger Landtag. Am 13. Oktober 1989 trat Ernst Winder aus der SPÖ aus und gab damit auch die Funktion des Landtagsclubvorsitzenden ab. Bis zum 10. Oktober 1991 verblieb er aber noch als Fraktionsloser Abgeordneter im Landtag.